# ハートエイド・四川
ハートエイド・四川（‐しせん、中国語:心系四川）は、2008年7月14日に東京国際フォーラムで開催された四川大地震の被災者に対する義捐金収集のために行われたチャリティーコンサート。出演者の多くはジュディ・オングとジャッキー・チェンの呼びかけによって日本・中国・香港・台湾・韓国から15組が参加した。このイベントにより日本円にして2700万円が集まった。

## 出演者
- 中国大陸
  - alan
  - 姚新峰、趙磊、兪彬、湯曉風、銭軍、劉一（TOGI+BAOより「上海民族楽団」）
- 中国香港
  - ジャッキー・チェン
  - サンディ・ラム
  - アーロン・クオック
  - イーキン・チェン
- 台湾
  - ジュディ・オング（※ 台湾の外省人出身、日本国籍）
- 日本
  - w-inds.
  - 南こうせつ
  - 中孝介
  - JAYWALK
  - イルカ
  - 日野皓正
  - 東儀秀樹（TOGI+BAOより）
- 韓国
  - キム・ジョンフン
  - JULY